# Liste des fontaines de Paris

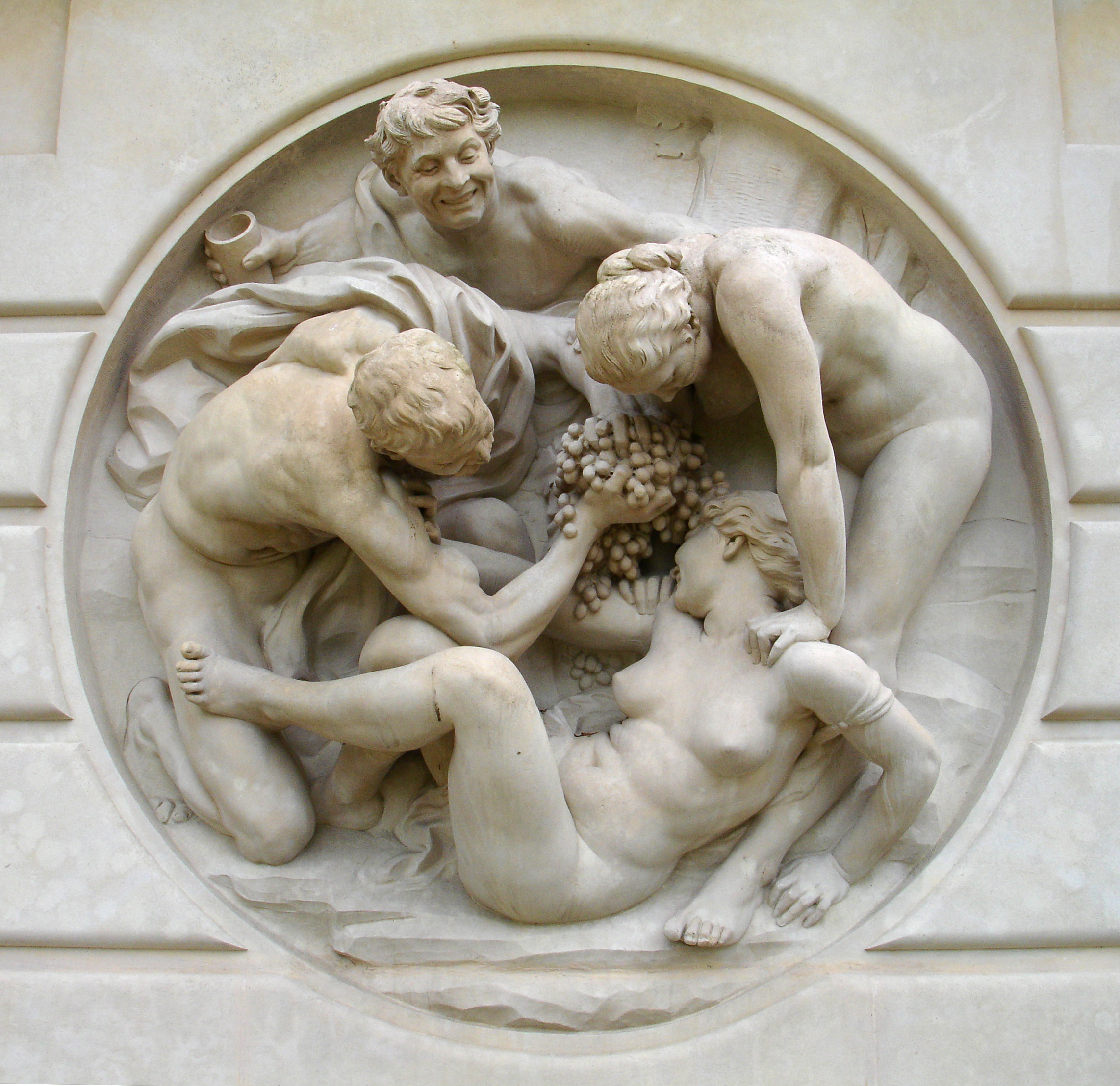
Médaillon du Triomphe de Bacchus par Jules Dalou sur la fontaine du jardin des serres d'Auteuil (16e arrondissement).

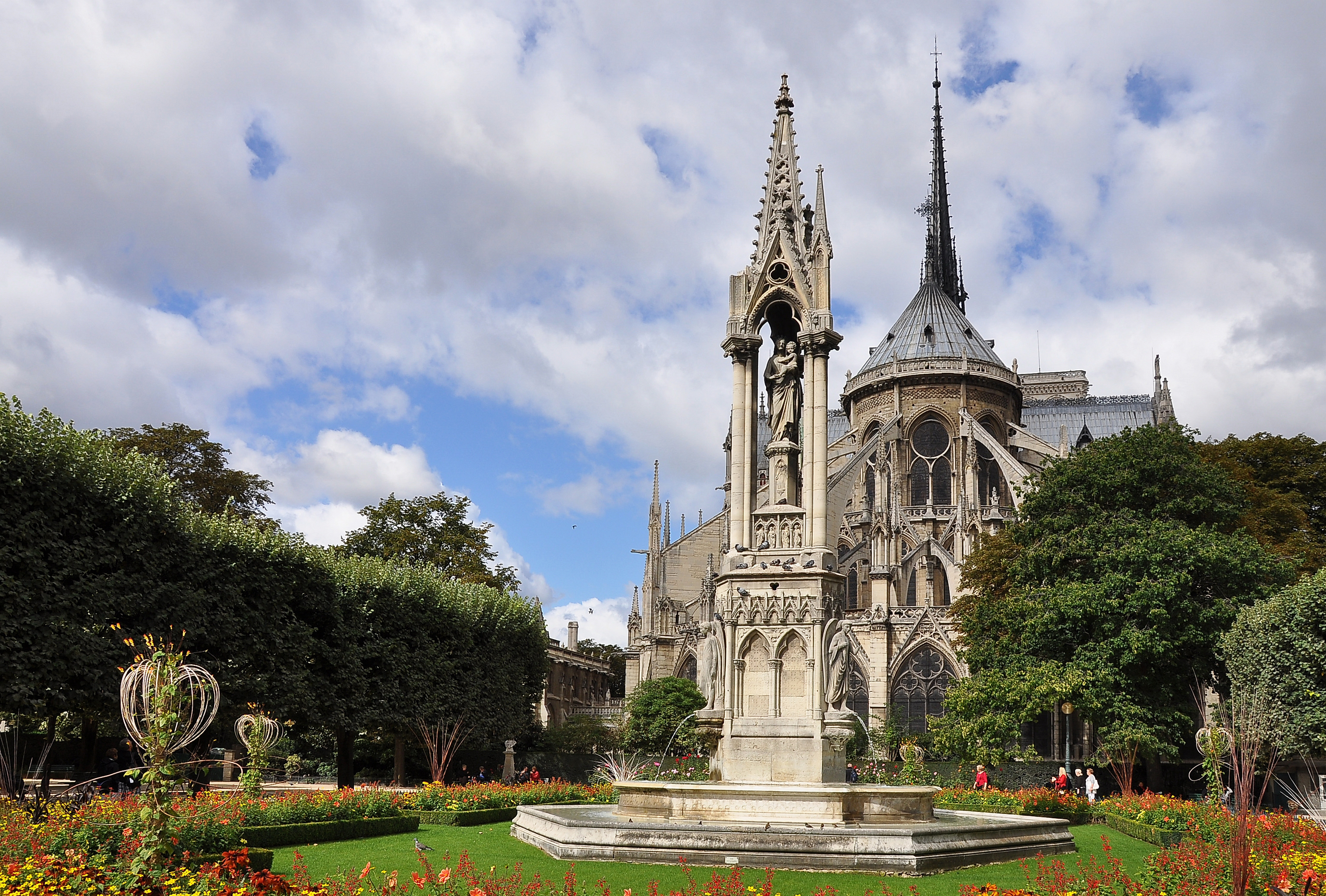
Fontaine de la Vierge.

Cet article recense les principales fontaines de Paris, en France.
Elles sont dispersées sur l'ensemble du territoire urbain, mais plus particulièrement dans les parcs, les squares ou les places. On en dénombre environ 200, appartenant dans leur grande majorité à la Mairie de Paris. Une enquête de La Tribune de l'art de juillet 2017 affirme que plus de la moitié d'entre elles sont hors d'état de fonctionnement.
D'autres fontaines sont disposées dans des cours d'immeubles privés ; elles sont souvent hors d'eau et d'un accès non libre. Une douzaine de ces fontaines ont été photographiées de 1979 à 1981 par Jean Mounicq et publiées dans son livre de photos Paris retraversé.

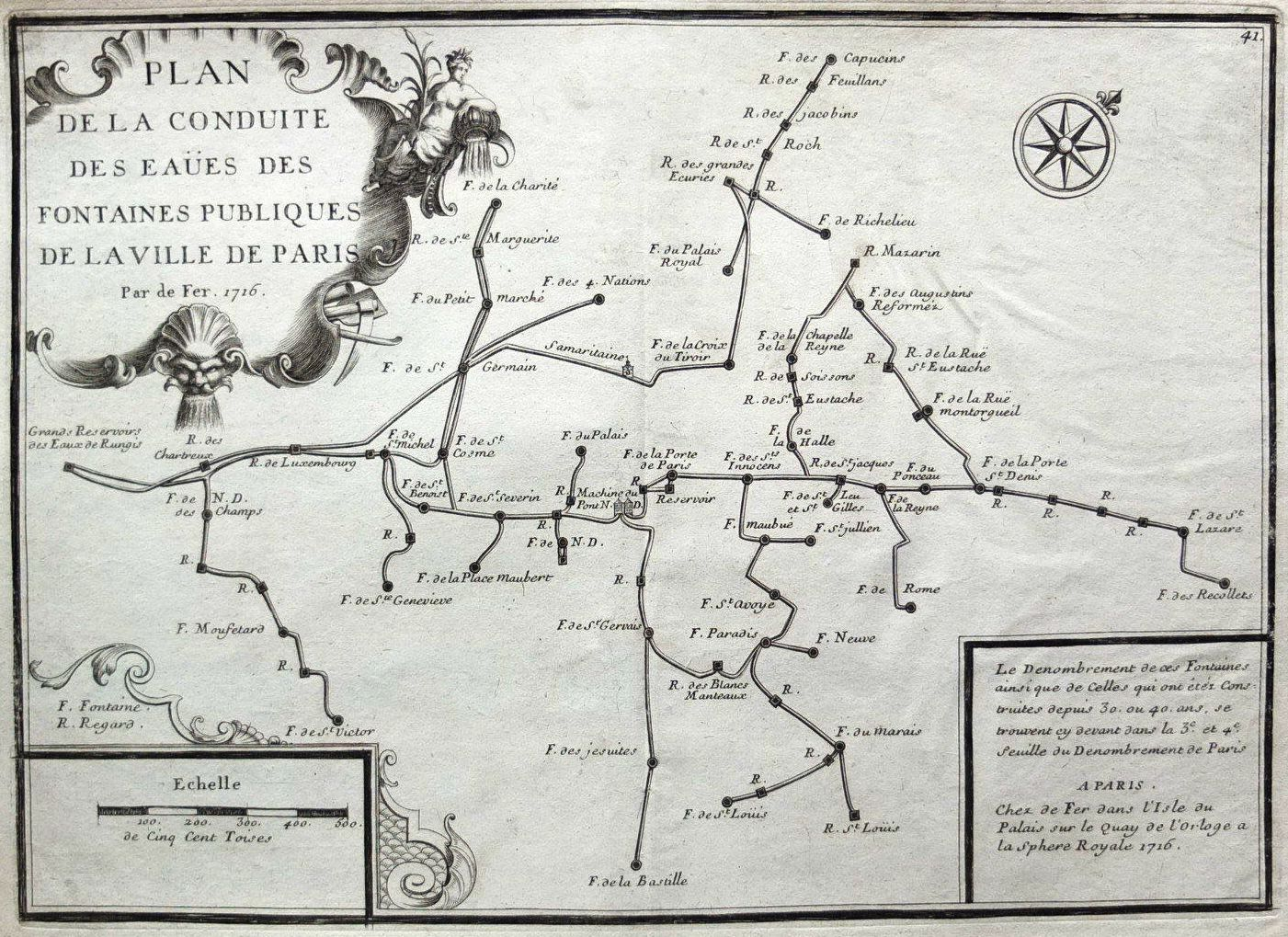
Plan du réseau d'adduction de l'eau aux fontaines publiques à Paris en 1716.

## Histoire
À l'origine, les fontaines permettaient l'accès de la population à l'eau potable. Elles furent également des livres de poésie à ciel ouvert, car le poète latin Jean de Santeul les avait ornées sous Louis XIV d'admirables poésies latines. Seulement une quinzaine de ces fontaines de l'Ancien Régime nous sont parvenues. Le XIXe siècle vit l'apparition d'un grand nombre de fontaines de prestige, purement décoratives, dans un style architectural classique. Après 1945, des fontaines plus originales, œuvres d'artistes aux styles très variés et s'incluant dans des projets d'urbanisme moderne ont été créées.

## Mobilier urbain

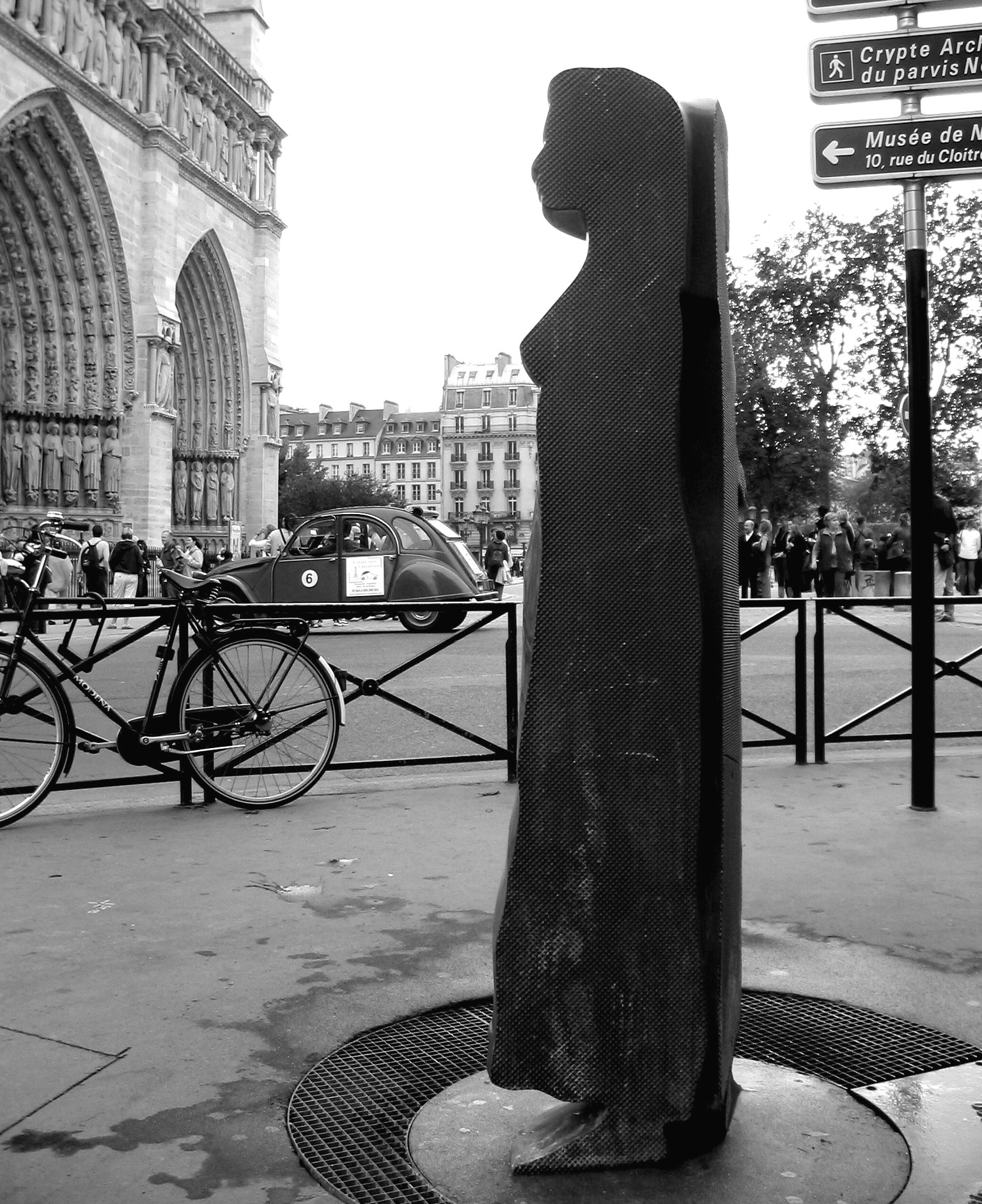
Fontaine Millénaire du parvis de Notre-Dame.

La ville de Paris compte plusieurs types de fontaines qui sont des éléments génériques de mobilier urbain. Destinées à la distribution en eau potable, elles sont éventuellement réalisés en plusieurs exemplaires :
- fontaines Wallace : plus d'une centaine de petits édicules ;
- fontaines Millénaire (ou de l'an 2000) : quatre édicules ;
- fontaines de l'Albien : 3 fontaines alimentées par l'aquifère de l'Albien (place Paul-Verlaine, square Lamartine et square de la Madone) ;
- plus de 370 fontaines génériques dans les espaces verts et les cimetières[3] ;
- fontaines Arceaux[4], également appelées un temps « fontaines O claire » : elles sont l’œuvre du designer Cécile Planchais (2012), qui a également équipé les zones de marché de bornes-marchés pour Eau de Paris. Les trois premières sont localisées dans le 10e arrondissement au niveau de la place de la République (deux fontaines) et de la rue Boy-Zelenski dans le quartier de la Grange-aux-Belles.
- Les Pompes d'eau, dans le 20e[5]
- Les Totems, 10 à Paris[5]

## Fontaines ornementales

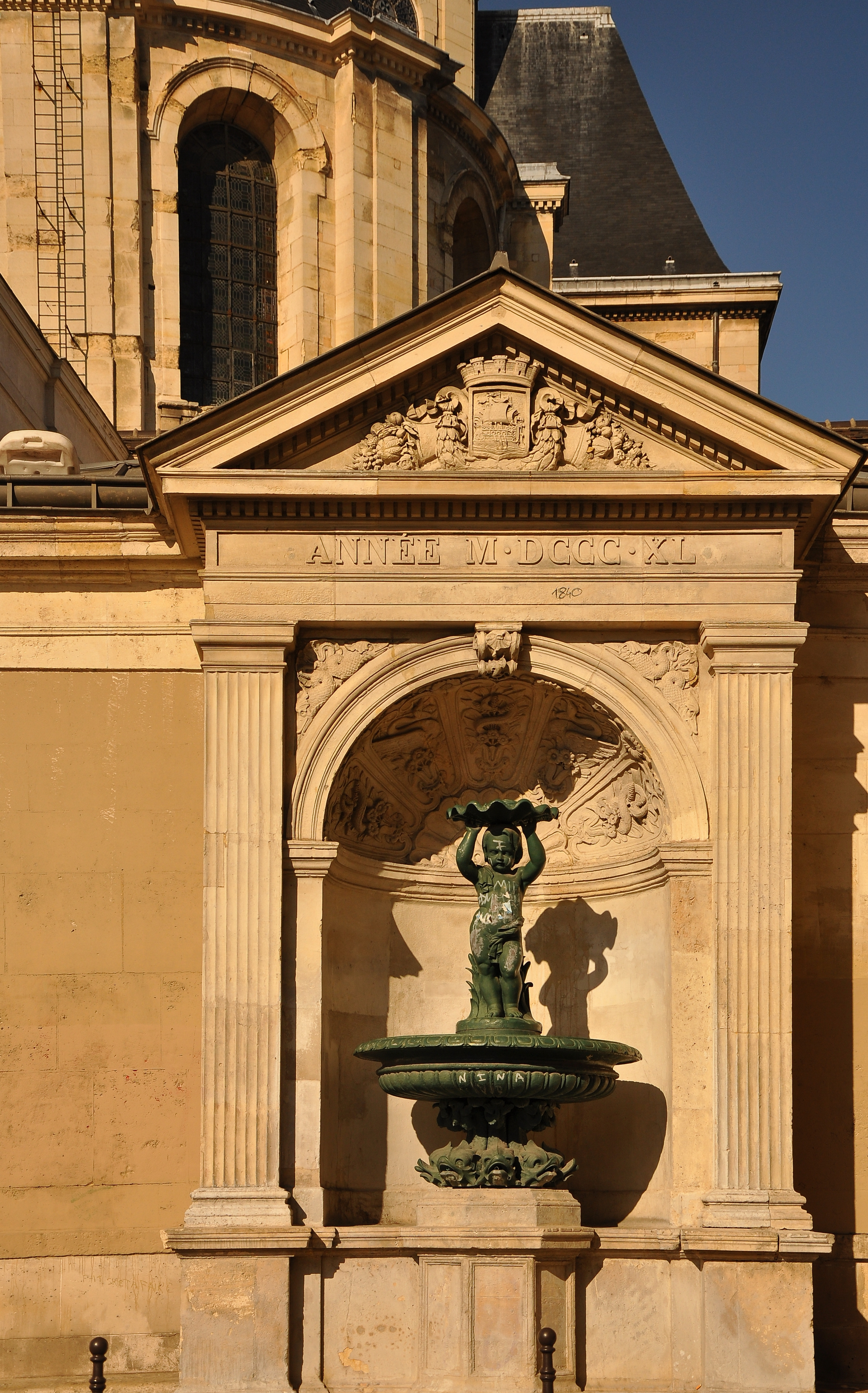
Fontaine Charlemagne.

Voir les articles par arrondissement :
- liste des fontaines du 1er arrondissement de Paris
- liste des fontaines du 2e arrondissement de Paris
- liste des fontaines du 3e arrondissement de Paris
- liste des fontaines du 4e arrondissement de Paris
- liste des fontaines du 5e arrondissement de Paris
- liste des fontaines du 6e arrondissement de Paris
- liste des fontaines du 7e arrondissement de Paris
- liste des fontaines du 8e arrondissement de Paris
- liste des fontaines du 9e arrondissement de Paris
- liste des fontaines du 10e arrondissement de Paris
- liste des fontaines du 11e arrondissement de Paris
- liste des fontaines du 12e arrondissement de Paris
- liste des fontaines du 13e arrondissement de Paris
- liste des fontaines du 14e arrondissement de Paris
- liste des fontaines du 15e arrondissement de Paris
- liste des fontaines du 16e arrondissement de Paris
- liste des fontaines du 17e arrondissement de Paris
- liste des fontaines du 18e arrondissement de Paris
- liste des fontaines du 19e arrondissement de Paris
- liste des fontaines du 20e arrondissement de Paris

## Quelques fontaines disparues

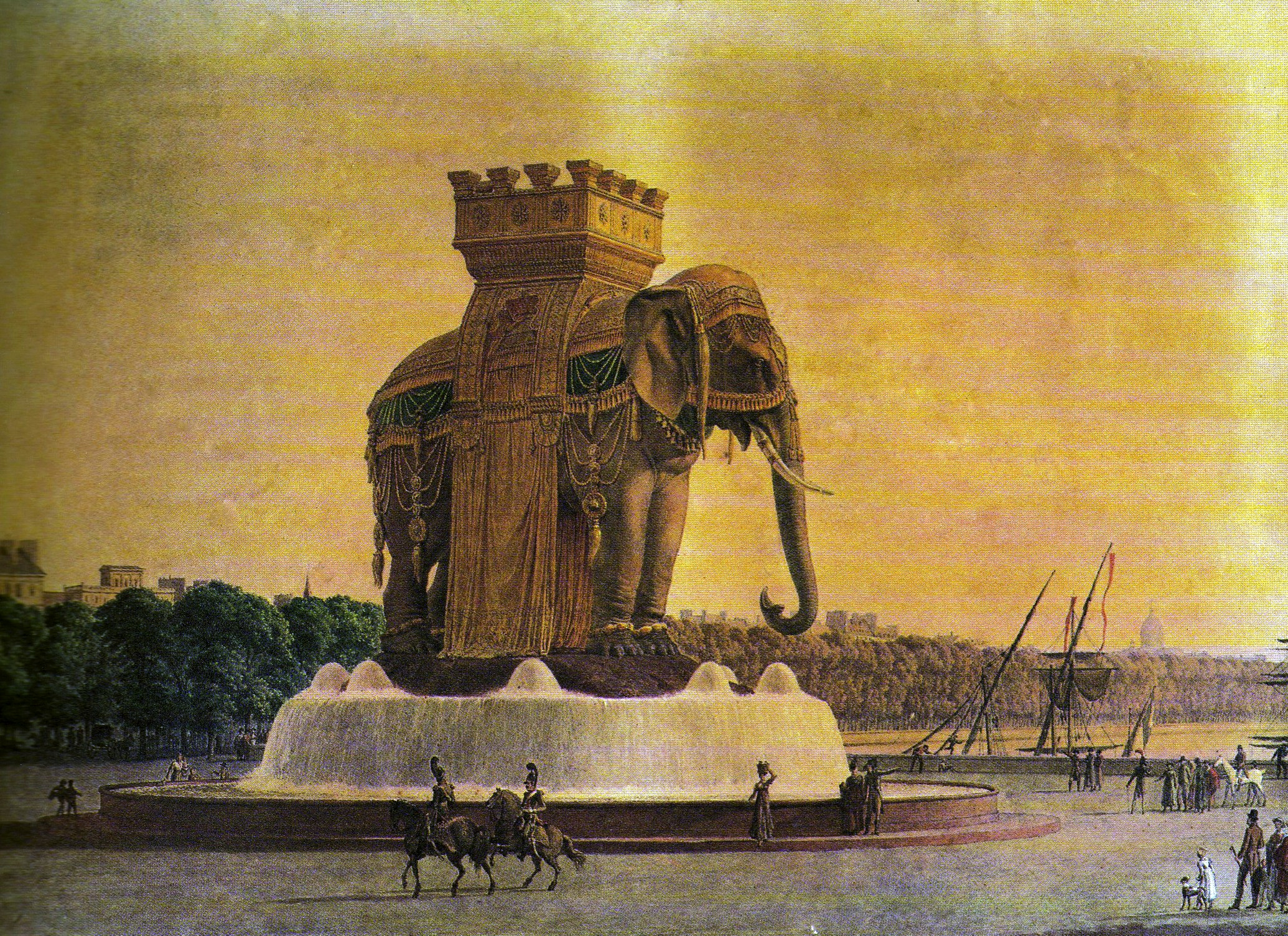
Éléphant de la Bastille.